# Chloroheksydyna
Chloroheksydyna – organiczny związek chemiczny; syntetyczny antyseptyk, pochodna biguanidu. Stosowana w postaci glukonianu lub octanu działa silnie na bakterie Gram-dodatnie, natomiast słabiej na Gram-ujemne. Jest używana głównie jako środek odkażający skórę, błony śluzowe, rany oraz narzędzia chirurgiczne.

## Działanie
Działanie przeciwbakteryjne (bakteriostatyczne i bakteriobójcze) polega na uszkadzaniu błony komórkowej bakterii (prowadzące do zwiększenia jej przepuszczalności), a nie na inaktywacji ATP-azy jak sądzono wcześniej. Chloroheksydyna działa silnie bakteriobójczo na bakterie Gram-dodatnie, słabiej – na bakterie Gram-ujemne oraz niektóre wirusy. Nie działa na prątki kwasooporne, niektóre szczepy pałeczki Pseudomonas i Proteus oraz przetrwalniki bakterii. Aktywność substancji jest zwiększona w roztworze alkoholowym i porównywalna z działaniem jodopowidonu i heksachlorofenu.

## Zastosowanie
Chloroheksydyna jest środkiem odkażającym stosowanym do odkażania skóry przed zabiegiem chirurgicznym (0,5% roztwór alkoholowy lub 1% roztwór wodny), do odkażania rąk (roztwory alkoholowe o stężeniu do 4%) lub (rzadziej) do odkażania ran (zwłaszcza oparzeniowych – 0,5% roztwór wodny). Roztwór 1:5000 stosowany jest do krótkotrwałego przechowywania wyjałowionych narzędzi. Jest również używana jako aktywny składnik płukanek i żelów doustnych (o stężeniu odpowiednio 0,1% i 0,2%), mających na celu zniszczenie bakterii próchnicotwórczych zawartych głównie w płytce nazębnej. Kremy z dodatkiem chloroheksydyny stosuje się w leczeniu trądziku i gronkowcowych zakażeniach skóry. Do przepłukiwania pęcherza moczowego podczas cystoskopii stosuje się 0,02% roztwór wodny. Przy zabiegach ginekologicznych i położniczych stosuje się roztwory wodne o stężeniu 0,02-0,05%.
Warunkiem rozwinięcia działania jest przynajmniej 5-minutowy kontakt tkanek z substancją leczniczą.

## Przeciwwskazania
Chloroheksydyna jest przeciwwskazana przy zabiegach mogących doprowadzić do wprowadzenia substancji do płynu mózgowo-rdzeniowego (zabiegi w obrębie OUN, niektóre otorynolaryngologiczne).

## Toksyczność
Chloroheksydyna ma niewielką toksyczność. Słabo wchłania się z przewodu pokarmowego i powłok ciała, mimo to przedostając się do krwiobiegu, może wywoływać hemolizę. Jest wydalana w niezmienionej postaci przez nerki.

## Działania niepożądane
Może wywołać miejscowe reakcje nadwrażliwości (rzadko uogólnione), fotodermatozy, wyjątkowo hemolizę.

## Interakcje
Roztwory mydła, detergenty anionowe, jony chlorkowe i środowisko zasadowe zmniejszają aktywność chloroheksydyny. Światło, wysoka temperatura (>25 °C), korek naturalny – inaktywują lek. Krótkotrwałe działanie termiczne na roztwory wodne (30 minut w ok. 115 °C) nie wpływa na aktywność leku, ale pozwala na wyjałowienie. Podchloryny stosowane do prania bielizny zabrudzonej chloroheksydyną wywołują powstawanie brunatnych plam.

## Postać
Chloroheksydyna produkowana jest w formie płynu (do płukania jamy ustnej, do irygacji, do odkażania skóry, ran i oparzeń). Jako składnik preparatów złożonych dostępna również jako krem, żel i tabletki do ssania.